# Cruz Verde, Los Reyes
Cruz Verde är en ort i Mexiko.   Den ligger i kommunen Los Reyes och delstaten Veracruz, i den sydöstra delen av landet, 230 km öster om huvudstaden Mexico City. Cruz Verde ligger 1 768 meter över havet och antalet invånare är 155.
Terrängen runt Cruz Verde är varierad. Runt Cruz Verde är det ganska tätbefolkat, med 93 invånare per kvadratkilometer. Närmaste större samhälle är Orizaba, 18,2 km norr om Cruz Verde. I omgivningarna runt Cruz Verde växer i huvudsak blandskog.